# Mainzer Haus

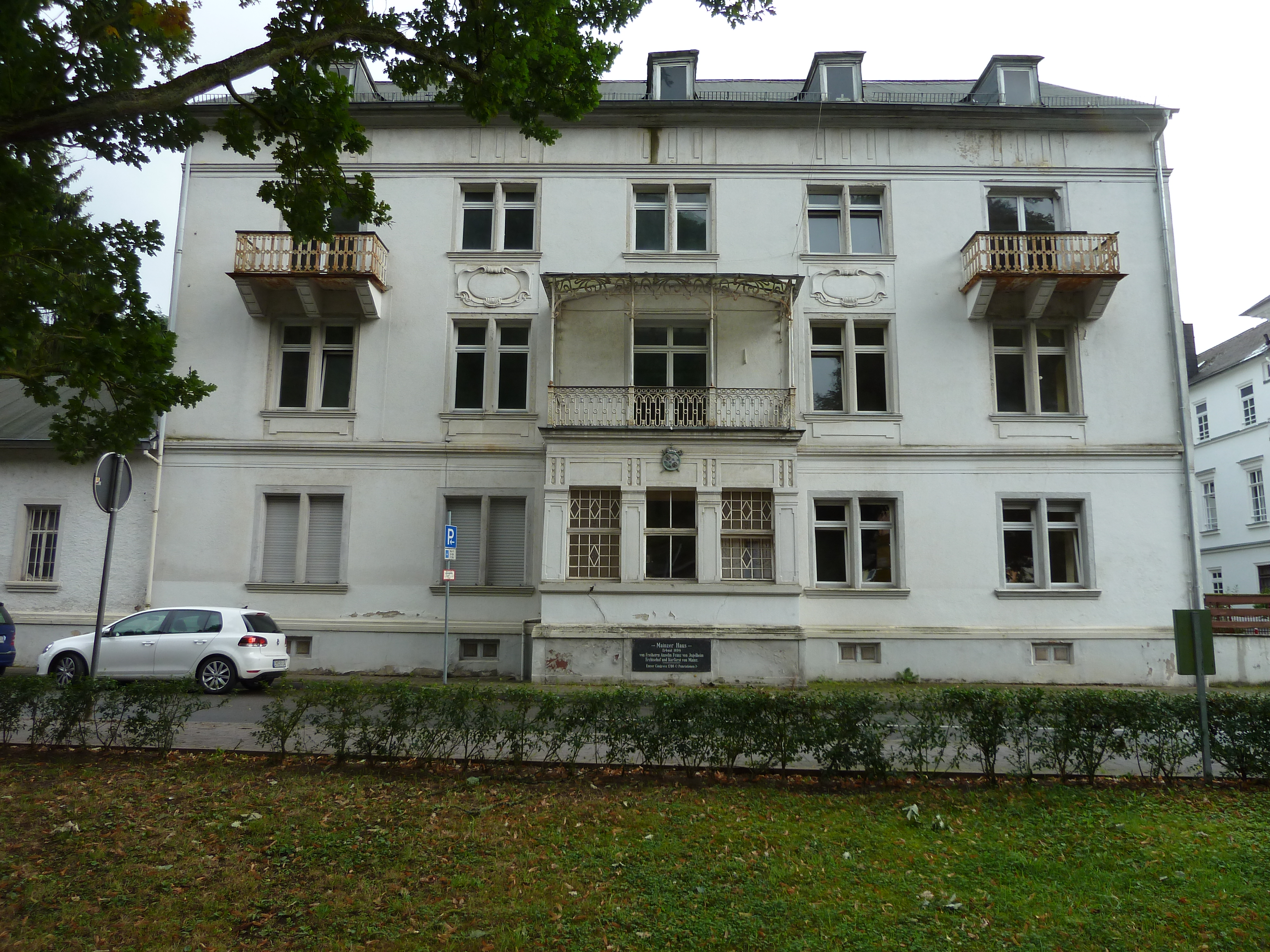
Mainzer Haus, 2011

Das Mainzer Haus ist der älteste Profanbau in Bad Ems. Der Bauherr war Anselm Franz von Ingelheim Erzbischof von Mainz und Erzkanzler des Heiligen Römischen Reiches Deutscher Nation, er ließ noch kurz vor seinem Tod dieses eigene Badehaus einrichten. Die Bauzeit erstreckte sich von 1694 bis 1696. Zusammen mit der Karlsburg, auch „Vier-Türme-Haus“ genannt, der Kapelle Maria Königin im Stadtteil Spieß und dem  Kurhaus aus Oranien-Nassauischer Zeit steht das Mainzer Haus für die Blütezeit der barocken Badekultur in Bad Ems.

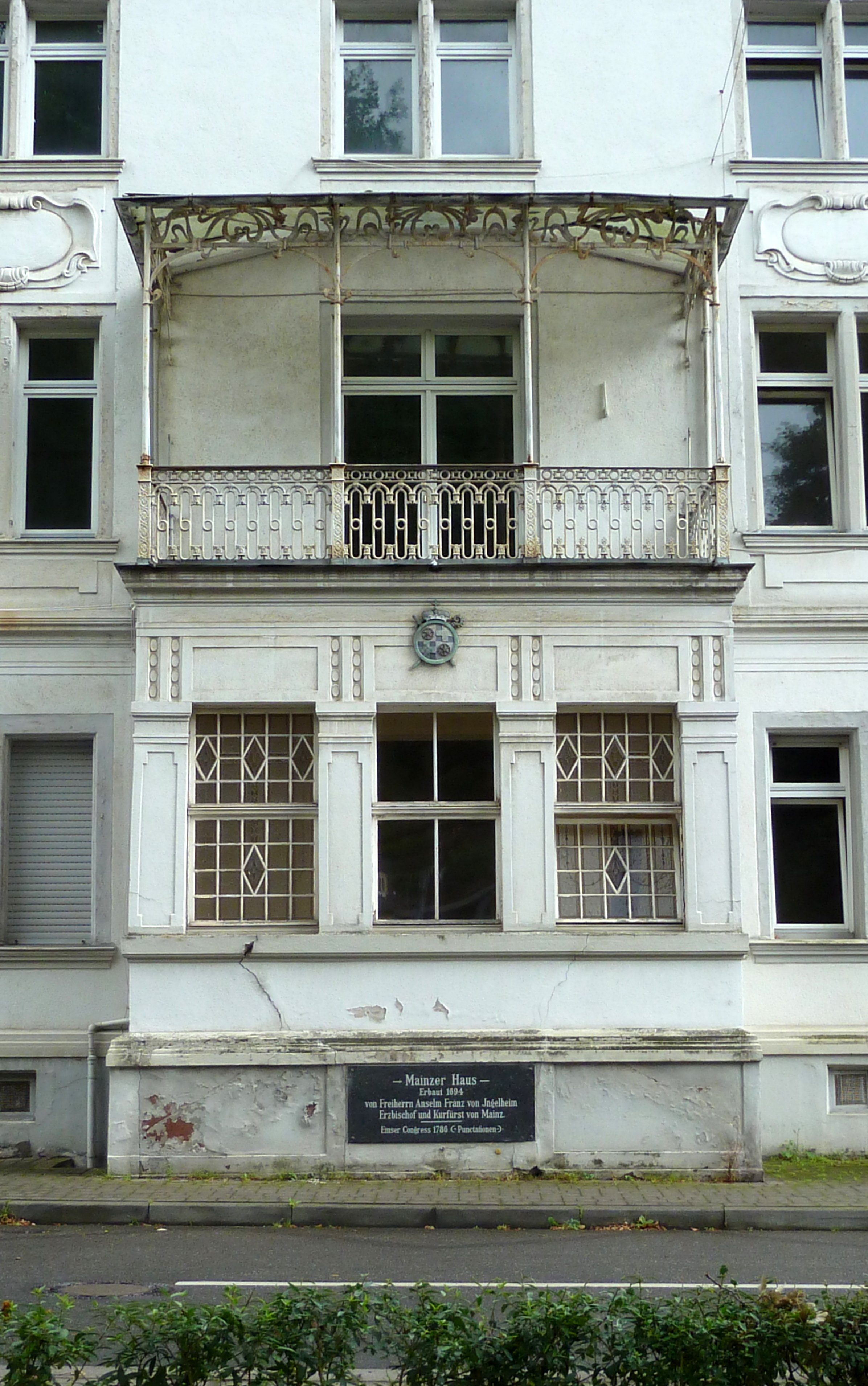
Balkon am ehemaligen Badhaus

## Geschichte
Ein Höhepunkt in der Geschichte des Hauses war die Durchführung einer  vierwöchigen Beratung der Abgeordneten der Erzbischöfe von Mainz, Trier, Köln und Salzburg sowie des Bischofs von Freising mit dem Resultat der Emser Punktation im Jahr 1786. Ziel dieses Kongresses war es, die Macht der päpstlichen Kurie gegenüber den Erzbischöfen einzuschränken. Die Unabhängigkeit der bischöflichen Gewalt gegenüber der päpstlichen wurde ausdrücklich betont. Durch die Uneinigkeit der Fürsten blieb der Kongress aber bedeutungslos. Später diente das Mainzer Haus als Logierhaus und Gastwirtschaft.